# Orientoschwagerina
Orientoschwagerina es un género de foraminífero bentónico normalmente considerado un subgénero de Chusenella, es decir, Chusenella (Orientoschwagerina) de la subfamilia Chusenellinae, de la familia Schwagerinidae, de la superfamilia Fusulinoidea, del suborden Fusulinina y del orden Fusulinida. Su especie tipo es Orientoschwagerina abichi. Su rango cronoestratigráfico abarca desde el Kubergandiense (Kunguriense, Pérmico inferior) hasta el Wuchiapingiense (Pérmico superior)

## Discusión
Clasificaciones más recientes incluyen Orientoschwagerina en la superfamilia Schwagerinoidea, y en la subclase Fusulinana de la clase Fusulinata.

## Clasificación
Orientoschwagerina incluye a las siguientes especies:
- Orientoschwagerina abichi †, también considerado como Chusenella (Orientoschwagerina) abichi †
- Orientoschwagerina dayiensis †, también considerado como Chusenella (Orientoschwagerina) dayiensis †
- Orientoschwagerina leshanensis †, también considerado como Chusenella (Orientoschwagerina) leshanensis †
- Orientoschwagerina nana †, también considerado como Chusenella (Orientoschwagerina) nana †